# Mémoire (psychanalyse)
En psychanalyse, le terme de mémoire est relié à la métapsychologie et en premier lieu à la première topique et donc la notion d'inconscient, de refoulement.

## Freud
Sigmund Freud dès son écrit de 1891 Contribution à la conception des aphasies fait montre d'une conception de la mémoire qui se différencie à la fois de celle de Broca ou de celle de Carl Wernicke et donc de la psychologie académique de l'époque. Sur certains points, elle anticipe[réf. nécessaire] la conception de Bergson. En fait et plus tard, dans ses écrits psychanalytiques, Freud parle plutôt de traces mnésiques adoptant par là une définition qui s’intègre à la métapsychologie et au fonctionnement de ce qu'il appelle l'appareil psychique. Ceci implique l’acceptation d'une distinction entre troubles mnésiques psychogènes (la fameuse "amnésie hystérique") et troubles mnésiques organiques (TCC, démences, etc.). L'exposé de cette question autour de la mémoire, des traces mnésiques, des souvenirs et leurs multiples déformations se trouve dans le chapitre VII de L’interprétation des rêves écrit en 1900 par Freud.